# 作新学院大学女子短期大学部
作新学院大学女子短期大学部（日语：／ Sakushin Gakuin Joshi  Tanki Daigakubu *）是一所位于日本栃木县宇都宫市的私立短期大学。

## 概要

### 简介
- 学校最早可以追溯到1885年[1]、短期大学为于1967年开办[1]、由学校法人作新学院经营。

### 历史
- 1967年 作新学院女子短期大学成立[1]并同时设置两个学科即文科（日文专攻、英文专攻）和幼儿教育科[2]。
- 1999年 改校名为作新学院大学女子短期大学部[1]。
- 2001年 文科（日文专攻、英文专攻）招生最后、次年停止招生[2]。
- 2003年 今年3月31日文科（日文专攻、英文专攻）停办[2]。

### 宪章
- 请参看作新学院大学女子短期大学部的标志 （日語） 2014年1月15日阅览。

## 学校环境
- 校区：在栃木县宇都宫市

## 历任校长
- 船田中：第一代短期大学校长[3]。
- 太田周：现在短期大学校长[4]

## 组织

### 学科
- 幼儿教育科

### 前学科
- 文科[注 1]
  - 日文专攻[注 1]
  - 英文专攻[注 1]

### 专科
| - 没有 |

### 业余课程
| - 没有 |

### 附属机关
| - 图书馆 |

## 知名校友
- 久利生たか子：自由作家

## 相关链接
- 日本短期大学列表
- 作新学院大学